# HD 181433 b
HD 181433 b es un planeta extrasolar situado a unos 87 años luz de distancia en la constelación de Pavo, en órbita alrededor de la estrella HD 181433.